# Camilla och Rebecca Rosso

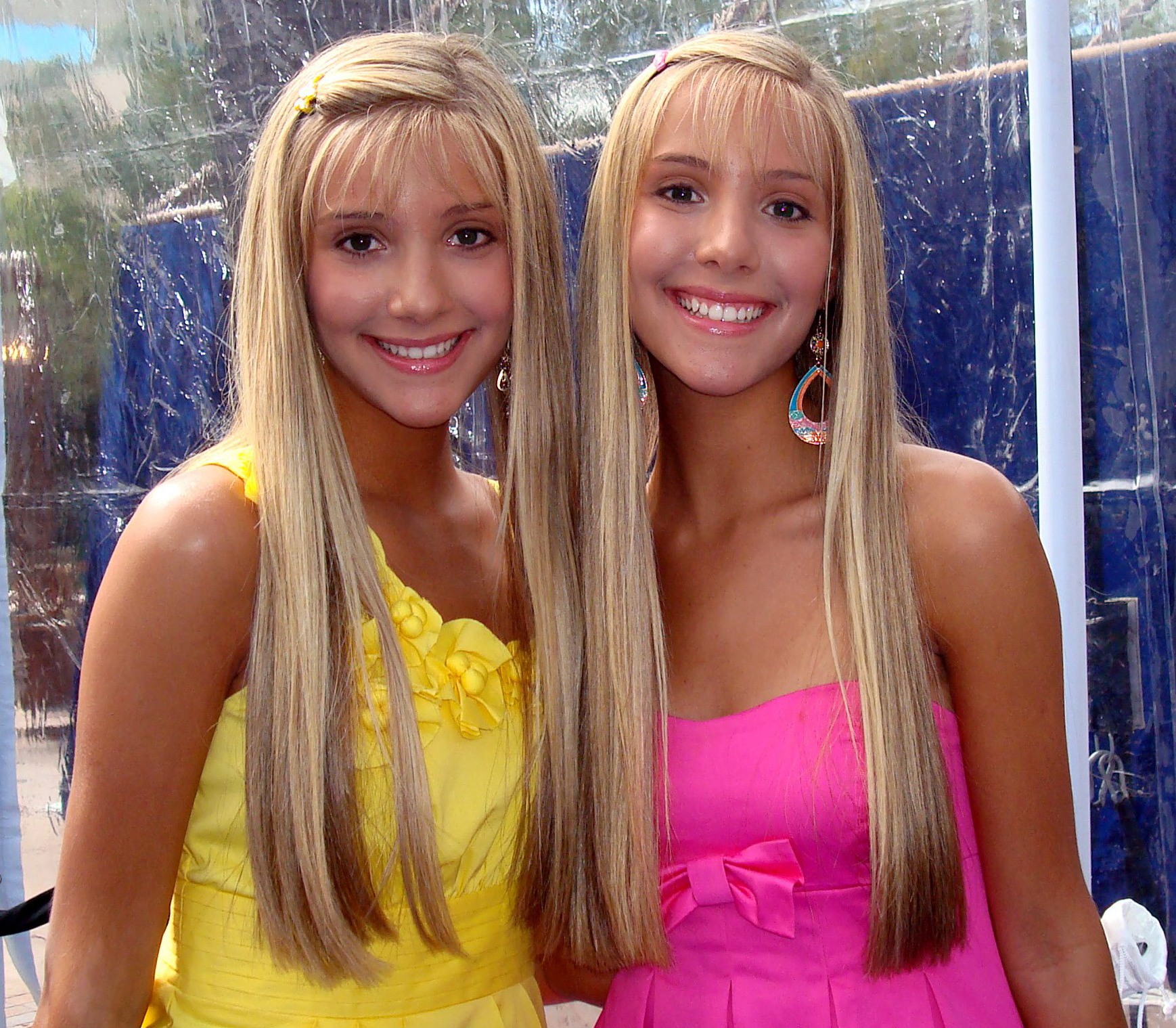
Camilla och Rebecca Rosso

Camilla och Rebecca Rosso, födda 6 juli 1994 i Aylesbury, England, är brittiska skådespelerskor och enäggstvillingar. Camilla är en minut yngre än Rebecca.
De är mest kända för sina roller i Zack och Codys ljuva hotelliv där de spelar Janice (Camilla) och Jessica (Rebecca). Flickorna upptäcktes när de blev utplockade från publiken av en producent under en inspelning till serien. De har även medverkat i Legally Blondes som Annabelle och Isabelle Woods.
Numera bor tvillingarna i USA med sin mamma, pappa och fyra systrar. 